# Cato Isaksen
Cato Isaksen is de hoofdpersoon in de detectiveverhalen van de Noorse schrijfster Unni Lindell. Verschillende verhalen zijn verfilmd voor televisie met Reidar Sørensen in de hoofdrol.
Cato is rechercheur bij de politie in Oslo. Hij is begin veertig, net gescheiden van zijn vrouw Bente en samenwonend met zijn nieuwe vriendin Sigrid, een jonge lerares. Sigrid kan niet goed overweg met de twee zoontjes van Cato uit zijn vorige relatie. Dat geeft de nodige problemen. Als er dan in korte tijd verschillende vermoorde meisjes worden gevonden en bovendien een vijfjarig jongetje verdwijnt krijgt Cato het gevoel dat zijn werk en privéleven op een of andere manier verbonden raken.

## Boeken met Cato Isaksen als hoofdpersoon
- Slangebæreren (1996) - Het dertiende sterrenbeeld (1998)
- Drømmefangeren (1999) - Dromenvanger (1999)
- Sørgekåpen (2000) - De rouwmantel (2001)
- Nattsøsteren (2003) - Nachtzuster (2003)
- Orkestergraven (2005) - Zwanenmeer (mei 2006)
- Honningfellen (2007) - Honingval (maart 2008)
- Mørkemannen (2008) - Boeman (januari 2009)
- Sukkerdøden (2010) - Suikerdood (november 2010)
- Djevelkysset (2012) - Duivelskus (2012)
- Brudekisten (2014) - Doodsbruid (2014)
- Jeg vet hvor du bor (2016) - Ik weet waar je woont (2017)
- Dronen (2018) -  De drone (2019)

## Verfilming
De meeste boeken met Cato Isaksen als hoofdpersoon zijn verfilmd onder de gemeenschappelijke titel Kommissar Isaksen (Cato Isaksen).

#### Afleveringen
- Slangebæreren (2005)
- Drømmefangeren (2005
- Sørgekåpen (2007)
- Nattsøsteren (2008)
- Orkestergraven (2009)
- Honningfellen (2009)

#### Rolverdeling
- Reidar Sørensen - Cato Isaksen
- Marit Andreassen - Bente Isaksen
- Tiril Pharo - Sigrid Velde
- Kyrre Haugen Sydness - Roger Höibakk
- Jannike Kruse - Randi Johansen
- Trond Brænne - Astle Tengs
- Marika Enstad - Ingeborg Myklebust
- Sondre Krogtoft Larsen - Preben Ulrichsen